# Charles Chibaudel
Charles Chibaudel (2003) es un deportista francés que compite en ciclismo en la modalidad de trials. Ganó dos medallas en el Campeonato Mundial de Trials, plata en 2021 y bronce en 2019, en la prueba por equipos.

## Palmarés internacional
| Campeonato Mundial | Campeonato Mundial | Campeonato Mundial | Campeonato Mundial |
| Año                | Lugar              | Medalla            | Competición        |
| ------------------ | ------------------ | ------------------ | ------------------ |
| 2019               | Chengdu ( China)   | Medalla de bronce  | Trials por equipos |
| 2021               | Vic ( España)      | Medalla de plata   | Trials por equipos |